# Tam Lư
Tam Lư là một xã thuộc huyện Quan Sơn, tỉnh Thanh Hóa, Việt Nam.
Xã có diện tích 68,84 km², dân số năm 1999 là 2.436 người, mật độ dân số đạt 35 người/km².